# Pedro Albornoz Ortega
Pedro Ibán Albornoz Ortega es un abogado y político peruano. Actualmente es Consejero regional de Huánuco y fue alcalde provincial de Lauricocha entre 2003 y 2006.
Nació en Rondos, Perú el 19 de mayo de 1958. Cursó sus estudios primarios y secundarios en su localidad natal. Entre 1988 y 1994 cursó estudios superiores de derecho en la Universidad Nacional Hermilio Valdizán de la ciudad de Huánuco.
Su primera participación política fue en las elecciones municipales de 2002 cuando fue elegido alcalde provincial de Lauricocha el Partido Democrático Somos Perú. En las elecciones municipales del 2006 y del 2010 tentó la reelección sin éxito. Participó en las elecciones regionales del 2018 como candidato a Consejero regional de Huánuco por la provincia de Lauricocha resultando elegido.